# Geschützter Landschaftsbestandteil Am hängenden Mann
Der Geschützte Landschaftsbestandteil Am hängenden Mann ist ein 0,87 ha großes Gebiet, nordwestlich von Borntosten, im Stadtgebiet von Marsberg gelegen. Es wurde 2008 in dem Landschaftsplan Marsberg durch den Kreistag des Hochsauerlandkreises als Geschützter Landschaftsbestandteil ausgewiesen. Es grenzt nur an das Landschaftsschutzgebiet Freiflächen um Giershagen vom Typ B an.

## Beschreibung
Auf einer felsigen Kuppe befindet sich ein kleiner Rest Magergrünland, das brach gefallen ist. Im Norden und Süden wird es von jeweils einem Streifen Fettgrünland eingerahmt. Das Zentrum der Kuppe ist zu felsig, deshalb hat sich das ursprünglich wahrscheinlich weit ausgedehnte Magergrünland nur hier erhalten können. Auf der Fläche sind einzelne Büsche eingestreut, am Ostrand wächst ein größeres Gebüsch. Das Gebiet ist im Zusammenhang mit den umliegenden Magergrünländern als wichtiges Refugialbiotop für die Artgemeinschaften des extensiv genutzten Grünlandes im intensiv genutzten Grünland anzusehen. Im Geschützten Landschaftsbestandteil Am hängenden Mann befindet sich fast nur Grünland. Das Grünland wird als Weide, meist mit Rindern, und als Mähwiese genutzt.
Der Geschützte Landschaftsbestandteil Am hängenden Mann ist praktisch identisch mit dem gleichnamigen Gesetzlich geschützten Biotop nach § 30 BNatSchG. Das Gesetzlich geschützte Biotop ist als Magerwiesen und -weiden ausgewiesen worden. Die Biotopfläche wird im Biotopkataster vom Landesamt für Natur, Umwelt und Verbraucherschutz Nordrhein-Westfalen mit 0,84 ha angegeben, der Landschaftsplan gibt die Größe mit 0,52 ha an.

## Schutzzweck
Die Ausweisung erfolgte zum Schutz und zur Erhaltung von Magergrünland durch eine extensive landwirtschaftliche Nutzung.